# Armavir (Örményország)
Armavir (örmény nyelven Արմավիր) város Örményország nyugati részén, Armavir tartományban, amelynek a székhelye is. A várost 1931-ben alapították az akkori Örmény Szovjet Szocialista Köztársaságban. Népessége 1990 körül volt a legnagyobb – az 1989-es népszámláláskor 46.900 főt írtak össze –, ami 2011-re 29.319 főre csökkent. 2016-ban a becsült lélekszám 28.900 fő volt.
A város 1935-ig a Szardarapat, majd 1995-ig a Hoktemberjan (magyarul kb. Október városa) nevet viselte, utóbbi elnevezés az októberi szovjet forradalom előtt kívánt tisztelegni. Az Armavir elnevezésről 1995-ben döntött a függetlenné vált Örményország kormányzata, annak az azonos nevű ókori városnak az emlékére, amelyet a Krisztus előtti 8. században alapítottak a környéken, és amely egy időben az Örmény Birodalom fővárosa volt.

## Története
A települést 1931. július 26-án alapították, azzal a céllal, hogy a környék közigazgatási központja és vasúti csomópont legyen. Kezdetben főleg örmény családok lakták, majd az 1940-es években jazidi és kurd családok is egyre többen költöztek ide a közeli falvakból. Gyors fejlődésének, iparosodásának köszönhetően 1947-ben városi rangot kapott. Az 1950-60-as években népessége tovább növekedett, elsősorban a térség országaiból repatriált örmény családok beköltözésével.
Miután Örményország 1991-ben függetlenné vált a Szovjetuniótól, a kormányzat úgy döntött, hogy megszünteti a szovjet érára emlékeztető városnevet, ennek eredményeként jött létre a mai elnevezés, ami 1995. november 7-ével vált hivatalossá. A település egyben az ország közigazgatási reformja során újonnan létrehozott Armavir tartomány központja is lett.
A mai város közelében zajlott az első világháború idején a szardarapati csata.

## Földrajza
A település 8.51 négyzetkilométeren terül el, 47 kilométerre nyugatra az ország fővárosától, Jerevántól. Száraz kontinentális éghajlat jellemzi nem kimondottan hideg telekkel, és forró nyarakkal; januári átlaghőmérséklete –4 °C, júliusi átlaghőmérséklete +25 °C, míg az évi átlagos csapadékmennyiség 250 mm körül alakul.

## Kultúra
A mai Armavir környékén jelentős számú régészeti lelőhely található, melyeken az ókori örmény civilizáció egykor neves településeit igyekeznek feltárni. A város kulturális központja zeneiskolának, művészeti iskolának, több közkönyvtárnak és egy színjátszó körnek is otthont ad. Található a közelben egy magántulajdonú állat- és növénykert is, a központtól északnyugatra. 2016-ban nagyszabású rendezvénysorozattal ünnepelték a város alapításának 85. évfordulóját.

## Közlekedés

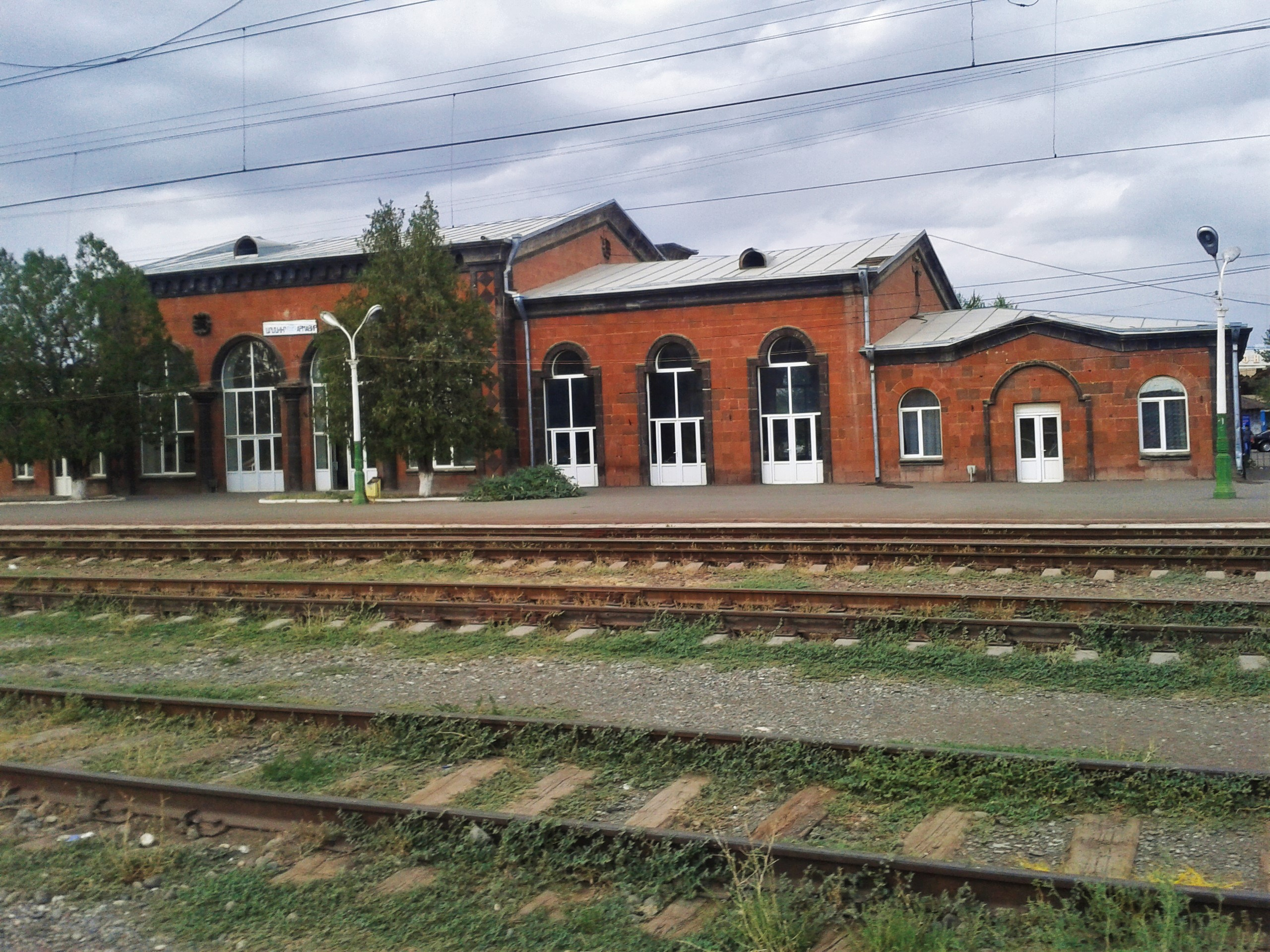
Armavir vasútállomása

A város arra a vasúti csomópontra települt, amelyet még 1927-ben létesítettek itt, ezért a közlekedés azóta is meghatározó jelentőségű a település életében. A vasútállomás a 21. század első évtizedében lett legutóbb felújítva. Elérhető a település a főváros, Jereván irányából az M5-ös autóúton is, míg a H17-es jelzésű főút innen ágazik ki Gjumri (korábban Leninakan) és az ország északi része irányába.

## Fordítás
Ez a szócikk részben vagy egészben  az   Armavir, Armenia című angol Wikipédia-szócikk fordításán alapul.  Az eredeti cikk szerkesztőit annak laptörténete sorolja fel. Ez a jelzés csupán a megfogalmazás eredetét és a szerzői jogokat jelzi, nem szolgál a cikkben szereplő információk forrásmegjelöléseként.